# Dolly Parton

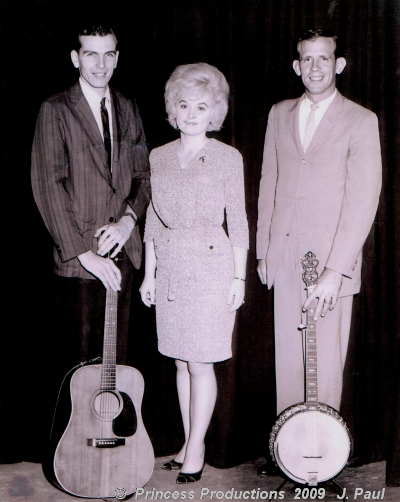
Dolly Parton med Larry Mathis och Bud Brewster ca 1960.

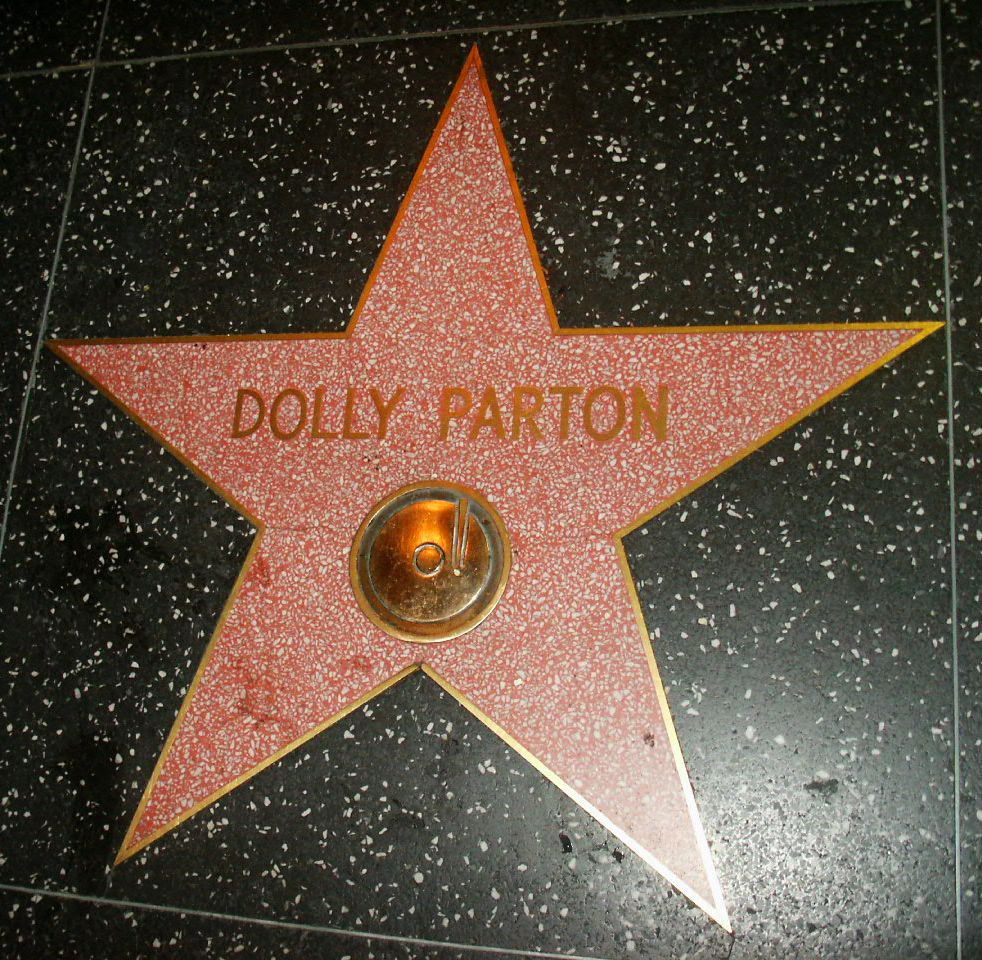
Dolly Partons stjärna, sedan 1984 på Hollywood Walk of Fame.

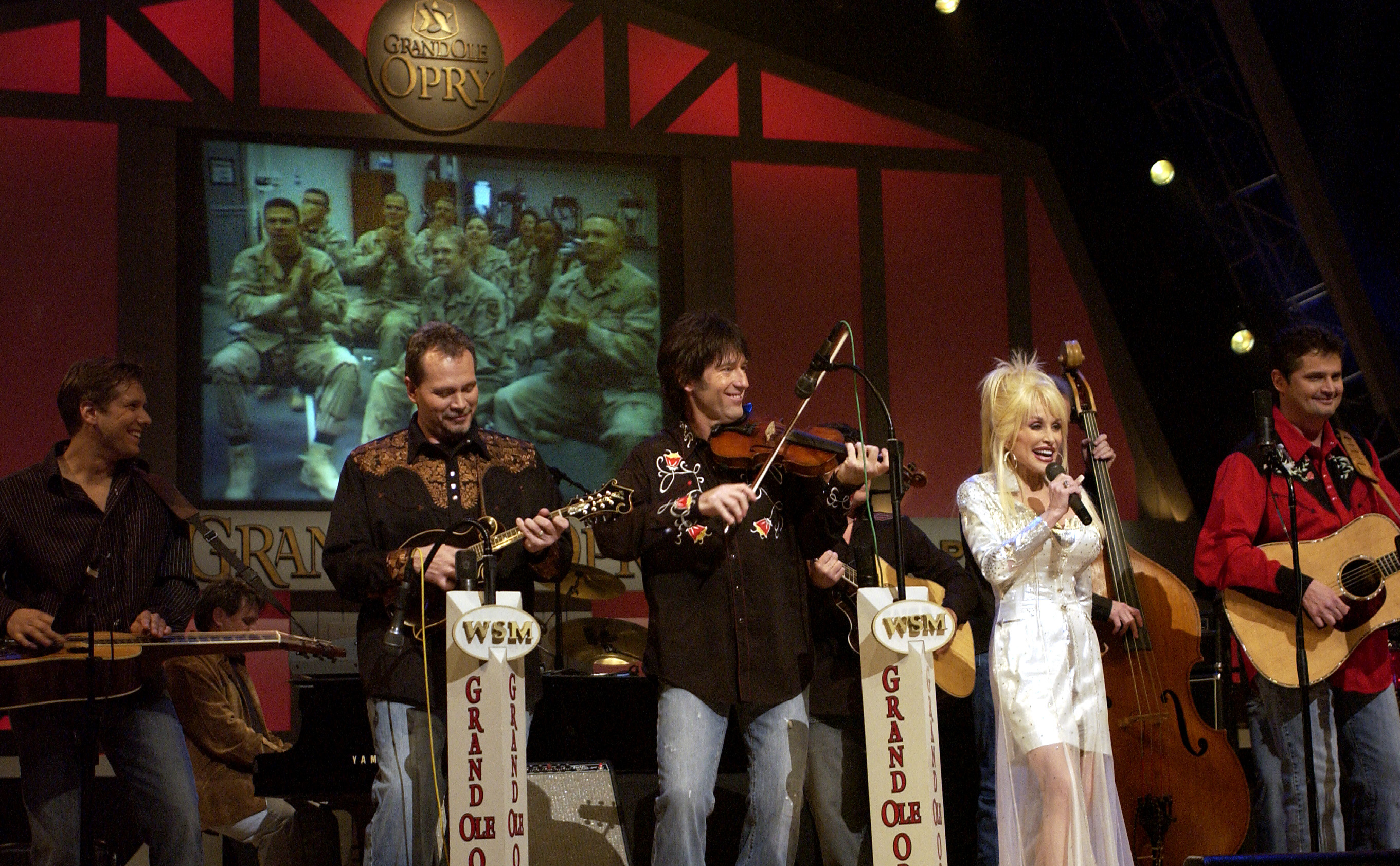
Dolly Parton uppträder på "the Grand Ole Opry" i Nashville 24 april 2005.

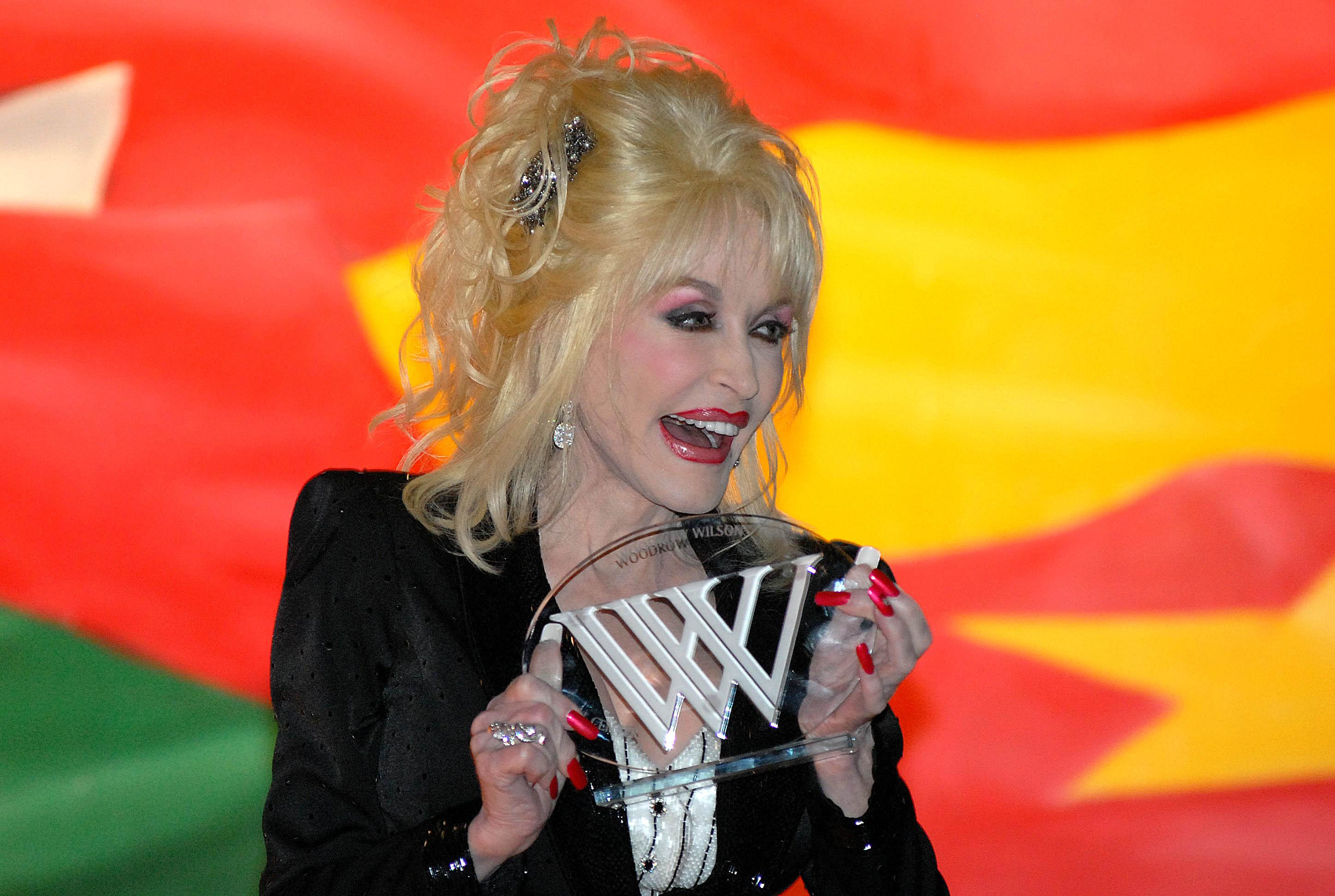
Dolly Parton tar emot the Woodrow Wilson Award 2008.

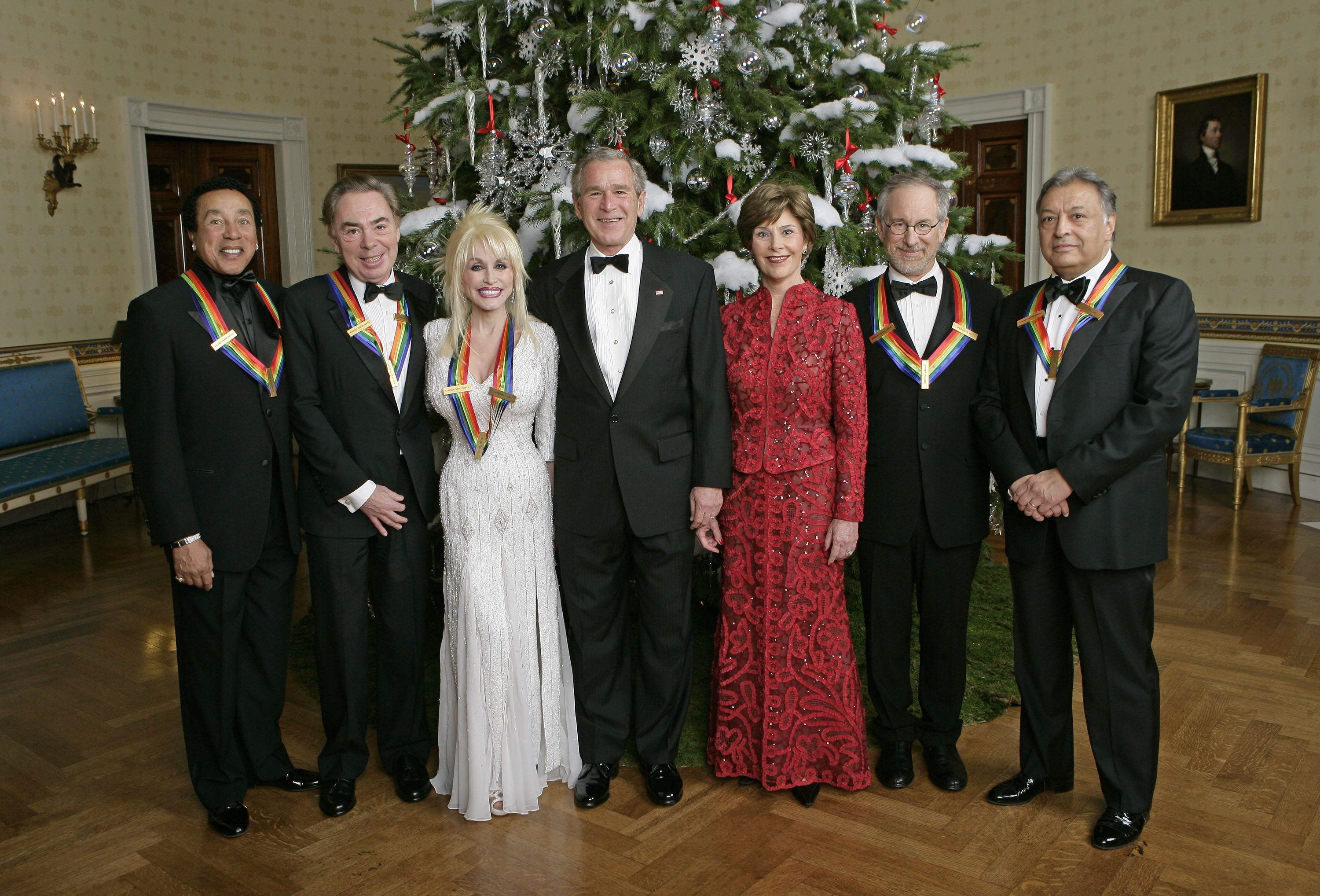
USA:s president George W. Bush och USA:s första dam Laura Bush med 2006 års hedersomnämnda vid galan på Kennedy Center, här fotograferade under en mottagning i vita husets blå rum. Från vänster: singer-songwritern Smokey Robinson, kompositören Andrew Lloyd Webber, Dolly Parton, filmregissören Steven Spielberg samt dirigenten Zubin Mehta.

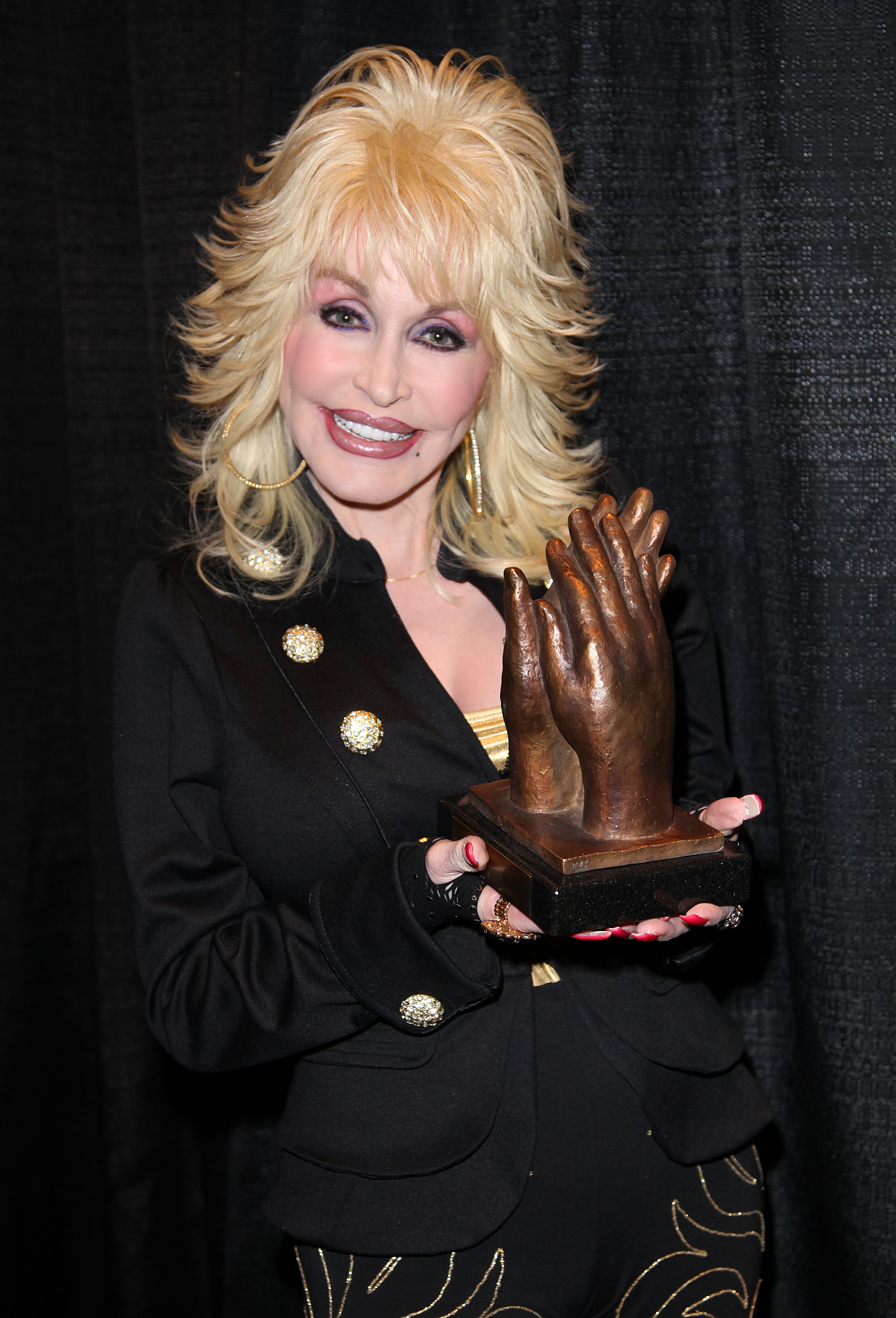
Dolly Parton mottar Liseberg Applause Award 2010.

Dolly Rebecca Parton, född 19 januari 1946 i Pittman Center, Tennessee, är en amerikansk countryartist, som även medverkat som skådespelare i ett antal filmer. Inom musiken är hon verksam som sångerska, låtskrivare, instrumentalist och skivproducent. Hon behärskar instrumenten gitarr, banjo, cittra, piano och munspel. Inom musiken erhöll Parton sina största framgångar under 1970- och 80-talen. Hon är en av världens mest produktiva låtskrivare och har skrivit och registrerat över 3 000 låtar, däribland "I Will Always Love You", "Jolene", "Coat of Many Colors" och "9 to 5". Parton har haft 25 låtar som placerat sig på första plats på Billboards countrymusiklista.
Dolly Parton har mottagit tio Grammy Awards, med totalt 49 nomineringar, däribland deras Lifetime Achievement Award. År 1999 blev Parton invald i Country Music Hall of Fame. Hon tillhör en liten skara artister som har nominerats till minst en Oscar, en Grammy, en Tony Award och en Emmy Award. Som skådespelare är Parton främst känd för sina roller i filmer som 9 till 5 (1980), Det bästa lilla horhuset i Texas (1982) för vilken hon nominerades till en Golden Globe, Rhinestone (1984), Blommor av stål (1989), Ärligt talat (1992) och Joyful Noise (2012). Dolly Parton är även känd för sin säregna sångröst, sin figur och sitt mycket stora mått av humor.

## Biografi

### Uppväxt
Dolly Parton föddes den 19 januari 1946 i en enrumsstuga, alldeles intill flodstranden av Little Pigeon River i Pittman Center, Tennessee. Hon växte upp i en fattig familj i ett enkelt hem, utan elektricitet och med endast utedass. Hennes föräldrar var Avie Lee Caroline (född Owens; 1923–2003) och Robert Lee Parton Sr. (1921–2000). Pappan var inte läskunnig men han försörjde ändå den stora familjen genom vanligt lönearbete. Dolly Parton är det fjärde av tolv syskon, sex bröder och sex systrar; Willadeene, David, Denver, Bobby, Stella, Cassie, Randy, Larry, Floyd, Frieda och Rachel.
Hon gjorde sin artistdebut redan som trettonåring med låten "Puppy Love".

### Genombrott
Dolly Parton var under åren 1967-1974 med i The Porter Wagoner Show men det skulle dröja till 1973 innan hon fick sitt stora genombrott med låten "Jolene". Sedan dess har hon fortsatt att skriva sin musik själv. Totalt tretusen låtar har registrerats med Parton som låtskrivare.
Dolly Parton föddes i en liten stuga i bergen i anslutning till Sevierville. Hennes uppväxt och kärleken till Tennessee återspeglas i många av hennes mest älskade låter såsom "Coat of Many Colors" och "My Tennessee Mountain Home". Den starka kristna tradition som var en betydelsefull del av hennes uppfostran har även senare gjort stort intryck på Parton, både vad gäller hennes person och hennes musik. Parton har i intervjuer förklarat sin uppväxt som kärleksfull om än fattig och outbildad. Hon brukar säga att den enda bok hon såg fram till sin skolstart var Bibeln.
När Parton medverkade i The Porter Wagoner Show fick hon en trogen country-publik men det var i och med låten "Jolene" som hon nådde de bredare amerikanska lyssnarkretsarna. Hon medverkade även efter sitt stora genombrott ofta i The Porter Wagoner Show där hon ofta presenterade sina nysläppta låtar.

### Skådespelarkarriär och topplistor
Parton skrev och spelade även in sången "I Will Always Love You" och släppte den på singel 1974, efter att första ha introducerats i The Porter Wagoner Show. Dolly Parton använde låten sedan till filmen Det bästa lilla horhuset i Texas (1982), där hon även spelade huvudrollen. Tio år senare skulle Whitney Houston komma att spela in en cover på den till filmen Bodyguard (1992).
Dolly Parton hade även stora framgångar med filmen 9 till 5 (1980), i vilken hon spelade mot Jane Fonda och Lily Tomlin. Filmen blev en succé och räknas som en av de viktigaste filmerna inom den amerikanska feministhistorien. Soundtracket till filmen blev om möjligt en ännu större succé än filmen och Parton blev Oscarsnominerad för bästa sång för titelspåret "9 till 5". Låten kom att bli hennes största hit.
År 1983 spelade hon in låten "Islands in the Stream" med artisten och låtskrivaren Kenny Rogers. Låten kom att bli en av de mest framgångsrika duetter som spelats in och kom etta både på amerikanska Billboardlistan och nådde höga placeringar även i Europeiska länder där annars country-musik haft svårt att slå igenom.

### Senare år
Parton har skapat nöjesfältet Dollywood, som är uppbyggt runt en kopia av timmerstugan där hon själv växte upp, i Pigeon Forge i Tennessee. Det är den näst mest populära turistattraktionen i hela Tennessee med 2,2 miljoner besökare årligen.
Dolly Parton är gudmor till Miley Cyrus och spelade även gudmor till rollfiguren Miley Stewart i TV-serien Hannah Montana.
År 2005 Oscar-nominerades Dolly Parton återigen, denna gång för "Travelin' Thru" från filmen Transamerica. 2009 var det premiär på 9 to 5 som musikal, där Dolly Parton står för musiken.

### Privatliv
Den 30 maj 1966 gifte sig Dolly Parton som tjugoåring med Carl Thomas Dean (född 20 juli 1942 i Nashville). Paret hade inga barn. De förnyade sina löften 2016, då de varit gifta i 50 år. Äktenskapet varade fram till hans död den 3 mars 2025.
Parton har erbjudits Presidentens frihetsmedalj 2020 av Donald Trump och 2021 av Joe Biden, men har tackat nej båda gångerna med hänvisning till makens sjukdom och Coronaviruspandemin och andra gången, eftersom det då skulle kunna tolkas som ett politiskt ställningstagande.

### Bilden av henne
Parton har avböjt flera erbjudanden att posera naken för Playboy, men gick med på att medverka på omslaget ikädd en "bunny outfit" i utgåvan för oktober 1978. Associationen mellan Parton och hennes framträdande byst illustreras med att det klonade fåret Dolly namngavs efter henne, eftersom fåret var klonat med celler från en tackas juver. Parton är öppen om att hon har blivit plastikopererad flera gånger för att avlägsna ålderstecken. Parton har med självdistans återkommande skämtat om sitt utseende och sina plastikkirurgiska ingrepp: "Det krävs mycket pengar för att se så billig ut."

### Filantropi
Sedan mitten på 1980-talet har Parton skänkt pengar till välgörande ändamål, genom hennes Dollywood Foundation. I den ingår hennes läskunnighetsprogram Dolly Parton's Imagination Library som riktar sig till barn från födseln till att de börjar i kindergarten och skickar dem en bok per månad fram till dess. Över 1 600 lokalsamhällen deltar i programmet som omfattar 850 000 barn i USA, Kanada, Storbritannien, Australien och Irland. Andra ändamål har varit för att rädda kvar Vithövdad havsörn som frilevande art, detta i samverkan med Smithsonian Institution och U.S. Fish & Wildlife Service samt projekt med anknytning till bekämpning av aids.
Efter skogsbränderna 2016 vid Great Smoky Mountains nationalpark var Dolly Parton en av flera countrymusik-artister som deltog i en från Nashville tv-sänd telefoninsamling för de drabbade familjerna den 9 december. Förutom det höll Parton sin egen tv-sända insamling den 13 december och samlade in över 9 miljoner dollar.
Under Coronaviruspandemin skänkte Dolly Parton över en miljon dollar till forskning vid Vanderbilt University Medical Center (VUMC) och uppmuntrade andra att också göra liknande donationer. Parton har länge varit en generös donator till VUMC. Hon har också skänkt betydande summor till ett barnsjukhus vid vilket hennes syskonbarn, Hannah Dennison, som barn framgångsrikt behandlades för leukemi.
I november 2020 meddelades att Partons donation med anledning av Coronaviruspandemin hade bidragit till att finansiera forskningen som ledde fram till läkemedelsföretagets Modernas vaccin. Parton meddelade att hon var "en väldigt stolt flicka som nu vet att jag har haft något att göra med det som kommer ta oss ur den här galna pandemin".

## Utmärkelser
Asteroiden 10731 Dollyparton är uppkallad efter henne.

## Diskografi

### Album
- 1967 – Hello, I'm Dolly
- 1968 – Just Between You and Me (med Porter Wagoner)
- 1968 – Just Because I'm a Woman
- 1969 – In the Good Old Days (When Times Were Bad)
- 1969 – My Blue Ridge Mountain Boy
- 1970 – The Fairest of Them All
- 1970 – A Real Live Dolly (live)
- 1970 – Once More (med Porter Wagoner)
- 1971 – Two of a Kind (med Porter Wagoner)
- 1971 – Golden Streets of Glory
- 1971 – Joshua
- 1971 – Coat of Many Colors
- 1972 – Touch Your Woman
- 1972 – My Favorite Songwriter: Porter Wagoner
- 1973 – My Tennessee Mountain Home
- 1973 – Bubbling Over
- 1974 – Jolene
- 1974 – Love is Like a Butterfly
- 1975 – The Bargain Store
- 1975 – Dolly
- 1976 – All I Can Do
- 1977 – New Harvest - First Gathering
- 1977 – Here You Come Again
- 1978 – Heartbreaker
- 1979 – Great Balls of Fire
- 1980 – Dolly, Dolly, Dolly
- 1980 – 9 to 5 and Odd Jobs
- 1982 – Heartbreak Express
- 1983 – Burlap & Satin
- 1984 – The Great Pretender
- 1984 – Rhinestone (soundtrack)
- 1985 – Real Love
- 1986 – Think About Love
- 1987 – Rainbow
- 1989 – White Limozeen
- 1990 – Home for Christmas
- 1991 – Eagle When She Flies
- 1993 – Slow Dancing with the Moon
- 1993 – Honky Tonk Angels (med Loretta Lynn och Tammy Wynette)
- 1994 – Heartsongs: Live from Home (live)
- 1995 – Something Special
- 1996 – Treasures
- 1996 – I Will Always Love You and Other Greatest Hits
- 1998 – Hungry Again
- 1999 – The Grass is Blue
- 2001 – Little Sparrow
- 2002 – Halos & Horns
- 2003 – For God and Country
- 2004 – Live and Well (live)
- 2005 – Those Were The Days
- 2008 – Backwoods Barbie
- 2009 – Dolly-samlingsbox 1959-1992
- 2009 – Live from London (cd/dvd)
- 2011 – Better Day
- 2014 – Blue Smoke
- 2016 – Pure & Simple
- 2017 – I Believe in You
- 2020 – A Holly Dolly Christmas
- 2021 – Run, Rose, Run
- 2024 – Rockstar DeLuxe

### Singlar
- 1971 – "Coat of Many Colors"
- 1973 – "Jolene"
- 1974 – "I Will Always Love You"
- 1978 – "Here You Come Again" (US#3)
- 1981 – "9 to 5" (US#1)
- 1983 – "Islands in the Stream" (US#1)

## Filmografi
- 1980 – 9 till 5
- 1982 – Det bästa lilla horhuset i Texas
- 1984 – Rhinestone
- 1986 – A Smoky Mountain Christmas
- 1989 – Blommor av stål
- 1992 – Ärligt talat
- 1996 – Unlikely Angel
- 1999 – Blue Valley Songbird
- 2002 – Frank McKlusky, C.I.
- 2005 – Miss Secret Agent 2
- 2012 – Joyful Noise